# Deneu de Montbrun
 (novembre 2021).
Si vous disposez d'ouvrages ou d'articles de référence ou si vous connaissez des sites web de qualité traitant du thème abordé ici, merci de compléter l'article en donnant les références utiles à sa vérifiabilité et en les liant à la section « Notes et références ».
Julien Jean Deneux dit Deneu de Montbrun ou Deneux est un architecte français actif au début du XXe siècle à Paris.
Il est né le 21 novembre 1875 à Lille et décédé le 7 juin 1960 en son domicile du 11 bis rue Chardin dans le 16e arrondissement de Paris.

## Réalisations parisiennes
- 14 avenue Perrichont, 16e arrondissement ;
- 77 rue Boileau, 16e arrondissement ;
- 21 et 23 avenue Théophile-Gautier, 16e arrondissement.

Ces deux immeubles sont ornés d'éléments de fenêtres et de balcons en fonte d'art d'Hector Guimard.
- Villa Jeanne-d'Arc, 1905, 32 rue La Fontaine, 16earrondissement. L'immeuble est surplombé par une statue de Jeanne d'Arc[2].